# Rupičaste naočale
Rupičaste naočale vrsta su naočala koje umjesto staklenih,odnosno plastičnih leća imaju postavljene plastične pločice koje su svojom cijelom površinom prekrivene sitnim rupama.Djelotvornost duguju istom principu kao i pinhole camera,odnosno kamera bez optike,tj kamera koja umjesto leće ima   samo jedan vrlo maleni otvor.Svatko tko se koristio fotoaparatom zna da je dubinska oštrina najveća kod najmanjeg otvora zaslona.Ovim vrlo jednostavnim principom koriste se i rupičaste naočale.

## Vanjske poveznice
- Rupičaste naočale   Arhivirana inačica izvorne stranice od 28. kolovoza 2015. (Wayback Machine)